# Octávio Odílio de Oliveira Bittencourt
Octávio Odílio de Oliveira Bittencourt foi governador interino do Distrito Federal entre 14 de março de 1974 a 2 de abril de 1974. Sucedeu Antônio Avancini Fragomeni, também governador interino. Governou Brasília até a posse de Elmo Serejo Farias.

## Biografia
Oliveira Bittencourt governou Brasília, interinamente, por dezenove dias entre os meses de março e abril de 1974, até a posse do engenheiro Elmo Serejo Farias que foi nomeado segundo governador de Brasília pelo presidente Ernesto Geisel. 
Bittencourt também foi  Diretor-Presidente da CENABRA (Central de Abastecimento de Brasília S/A) órgão equivalente a atual CEASA-DF (Centrais de Abastecimento do Distrito Federal). 